# Sylvain Chavanel
Sylvain Chavanel Albira (* 30. července 1979, Châtellerault) je francouzský silniční profesionální cyklista. Jeho bratr Sébastien Chavanel je také profesionální cyklista.

## Dosažené úspěchy
2001
6. celkově na Kolem Pikardie
2002
1.  celkově na Čtyři dny v Dunkerque
1. na Trophée des Grimpeurs
2. celkově na Kolem Poitou Charentes
3. celkově na Kolem Belgie
2003
1.  celkově na Kolem Haut Var
vítěz etapy Circuit de la Sarthe
2. celkově na Kolem Poitou Charentes
2. na Grand Prix de Plumelec-Morbihan
3. celkově Kolem Středozemí
2004
1.  celkově na Kolem Belgie
1.  celkově na Čtyři dny v Dunkerque
1.  celkově na Kolem Poitou Charentes
vítěz 2 etap
1. na Polynormande
2005
1.  mistr Francie v časovce jednotlivců
1.  celkově na Kolem Poitou Charentes
1.  celkově na Circuit de la Sarthe
vítěz 1 etapy
1. na Duo Normandie
9. celkově na Kolem Polska
2006
1.  mistr Francie v časovce jednotlivců
1.  celkově na Kolem Poitou Charentes
7. celkem na Paříž-Corrèze
2007
3. celkem na Trophée des Grimpeurs
4. celkem na Critérium International
10. celkem na Critérium du Dauphiné
16. celkem na Vuelta a España
2008
1.  mistr Francie v časovce jednotlivců
vítěz 19. etapy Tour de France
 Cena aktivity
Vítěz soutěže nejbojovnějšího jezdce (Combativity award)
1. Přejezd Flander
1. Brabantse Pijl
vítěz 1 etapy Paříž - Nice
vítěz 1 etapy Kolem Středozemí
vítěz 1 etapy Kolem Katalánska
2. celkově na Volta ao Algarve
2009
2. celkově na Kolem Beneluxu
vítěz prologu
2. celkově na Volta ao Algarve
3. celkově na Paříž–Nice
vítěz  bodovací soutěže
vítěz 3. etapy
5. na E3 Prijs Vlaanderen
7. na Dwars door Vlaanderen
8. na Paříž - Roubaix
9. Kuurne-Brusel-Kuurne
2010
vítěz 2. etapy Tour de France
vítěz 7. etapy Tour de France

#### Výsledky na Grand Tours
| Grand Tour        | 2001 | 2002 | 2003 | 2004 | 2005 | 2006 | 2007 | 2008 | 2009 | 2010 | 2011 | 2012 | 2013 | 2014 | 2015 | 2016 | 2017 | 2018 |
| ----------------- | ---- | ---- | ---- | ---- | ---- | ---- | ---- | ---- | ---- | ---- | ---- | ---- | ---- | ---- | ---- | ---- | ---- | ---- |
| Giro d'Italia     | —    | —    | —    | —    | —    | —    | —    | —    | —    | —    | —    | —    | —    | —    | 36   | —    | —    | —    |
| Tour de France    | 65   | 36   | 37   | 30   | 58   | 45   | DNF  | 61   | 19   | 31   | 61   | DNF  | 31   | 34   | 54   | 43   | 25   | 39   |
| / Vuelta a España | —    | —    | —    | —    | —    | —    | 16   | DNF  | —    | —    | 27   | —    | —    | —    | 47   | —    | —    | —    |